# Fitoplancton

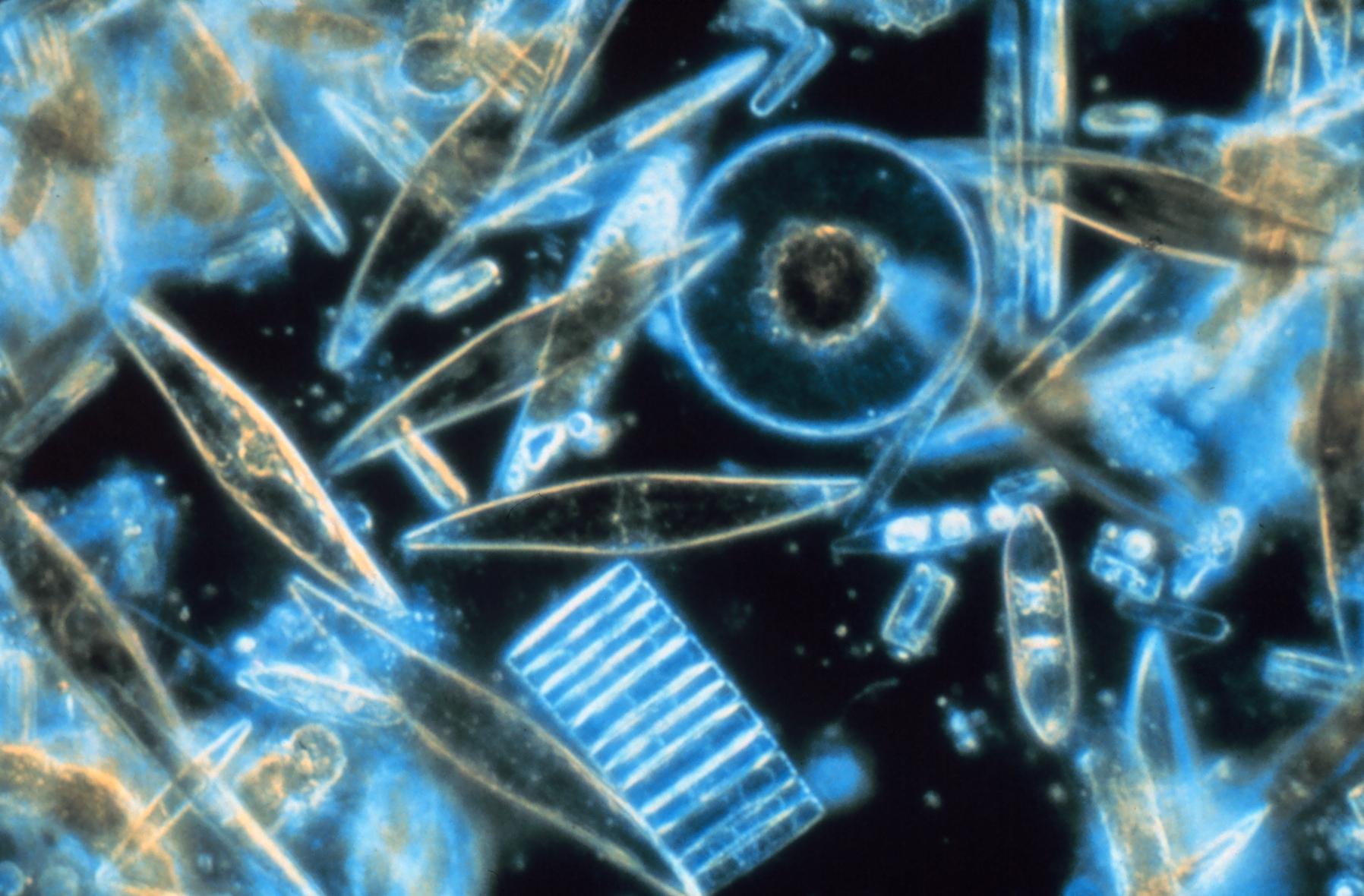
Le diatomee sono un'importante componente del fitoplancton marino

Per fitoplancton si intende l'insieme degli organismi autotrofi fotosintetizzanti presenti nel plancton, ovvero da quegli organismi autotrofi in grado di sintetizzare sostanza organica a partire dalle sostanze inorganiche disciolte, utilizzando la radiazione solare come fonte di energia.
Il fitoplancton si trova alla base della catena alimentare nella grande maggioranza degli ecosistemi acquatici.
Il fitoplancton produce inoltre la metà dell'ossigeno totale prodotto dagli organismi vegetali della Terra.

## Fattori di crescita
La crescita e la successione stagionale della biomassa del fitoplancton sono influenzate da vari fattori di carattere chimico, fisico e biologico, tra i quali principalmente:
- intensità luminosa
- temperatura e salinità
- disponibilità di nutrienti
- fattori biologici
- inquinamento.

### Intensità luminosa
L'intensità luminosa influisce sull'attività fotosintetica. Nelle regioni temperate le condizioni favorevoli per lo sviluppo vanno dalla primavera all'autunno. Un eccesso di intensità luminosa può anche avere effetti inibitori sulla fotosintesi.
La penetrazione della luce alle varie profondità è uno dei fattori più importanti che influiscono sulla distribuzione delle varie specie lungo la colonna d'acqua.

### Temperatura
Entro certi limiti l'aumento di temperatura favorisce i processi metabolici, quindi ad una maggiore temperatura corrisponde generalmente una maggiore produzione di biomassa fitoplanctonica. La temperatura influisce anche su altri fattori importanti per il fitoplancton, quali ad esempio la solubilità dell'ossigeno ed i movimenti delle masse d'acqua, ai quali il plancton è per definizione vincolato.

### Disponibilità di nutrienti
La disponibilità di nutrienti (azoto e fosforo, e in misura minore oligoelementi quali il ferro) è legata alla loro immissione dall'esterno del corpo d'acqua ed alla loro mobilitazione dal fondo, dove avviene la degradazione della sostanza organica e dove quindi essi tendono ad accumularsi.
Nel caso di un lago la mobilitazione di nutrienti dal fondo è legata alle fasi di piena circolazione (vedi proprietà termiche dei laghi) che avvengono, per un tipico lago di zona temperata, in primavera ed in autunno.

### Fattori biologici
Le interazioni fra le diverse specie dell'ecosistema acquatico, quali competizione, predazione, parassitismo, hanno una notevole influenza sul fitoplancton, in particolare sulla successione stagionale delle specie che lo compongono.

### Esempi
La combinazione di questi fattori porta all'aumento di biomassa del fitoplancton, nota come "fioritura" (bloom in inglese).
Nella fascia intertropicale ad esempio, dove l'intensità luminosa non subisce variazioni stagionali rilevanti, la dinamica del fitoplancton dipende principalmente dalla frequenza con cui i nutrienti possono raggiungere gli strati superiori dell'oceano, un processo indotto dalla presenza di forti venti che permettono alle acque più profonde e fredde di emergere in superficie (upwelling). Queste nuove masse di acqua arricchita in nutrienti stimolano la crescita e riproduzione dei produttori primari. La grande biomassa del fitoplancton e la presenza di acqua superficiale più fredda, permettono di identificare le zone di upwelling, rilevabili dalla più bassa temperatura superficiale dell'acqua e dall'alta concentrazione di clorofilla.. A differenza delle acque tropicali, la acque polari e temperate hanno invece buoni livelli di sostanze nutritive e la loro fioritura dipende soprattutto dall'aumento dell'irradiazione solare

## Classificazione funzionale di Porter
Le diverse specie che compongono il fitoplancton possono essere suddivise secondo il loro ruolo all'interno della rete trofica in:
- specie edibili, ovvero quelle facilmente utilizzabili dallo zooplancton erbivoro per via delle dimensioni ridotte e dell'assenza di strutture particolari di resistenza alla predazione. Si tratta principalmente di criptoficee e crisoficee.
- specie non edibili, ovvero quelle non utilizzabili dallo zooplancton erbivoro, a causa delle dimensioni, dell'aggregazione in colonie ecc. Tra queste si trovano alcune cloroficee coloniali (Es. Volvox) e dinoflagellati (Es. Ceratium).
- specie resistenti, ovvero che resistono alla digestione e vengono espulse ancora vitali.

## Classificazione funzionale di Reynolds
Un altro tipo di classificazione funzionale riguarda le risposte che le varie specie hanno, in un ecosistema lacustre, nei confronti della variazione stagionale dei fattori di crescita (intensità luminosa, disponibilità di nutrienti, ecc.). Si possono così distinguere:
- Specie C, dette "invasive", che dominano quando sono abbondanti sia luce che nutrienti (tipicamente in primavera). Si tratta di specie a ciclo vitale breve.
- Specie S, dette "acquisitive" che dominano quando l'illuminazione è buona, ma gran parte dei nutrienti è stata consumata (tipicamente in estate). Sono generalmente caratterizzate da grosse dimensioni, dotate di strutture che consentono piccoli spostamenti lungo la colonna d'acqua per rimanere nella zona eufotica. Ad esempio grosse cloroficee.
- Specie R, dette "acclimatanti", che dominano quando sono abbondanti i nutrienti, ma comincia a scarseggiare la luce (tipicamente in autunno). Sono generalmente caratterizzate da un elevato contenuto di clorofilla per cellula e da una notevole capacità (per essere planctoniche) di rimanere nella zona eufotica.

## Analisi via telerilevamento
Poiché i pigmenti contenuti nel fitoplancton assorbono energia nelle regioni blu e rosse dello spettro emettendo luce verde, la misura della radianza della superficie d'acqua a specifiche lunghezze d'onda può essere considerata un indice della concentrazione di quest'ultimo nelle zone meno profonde di oceani e mari.